# Knopkirie

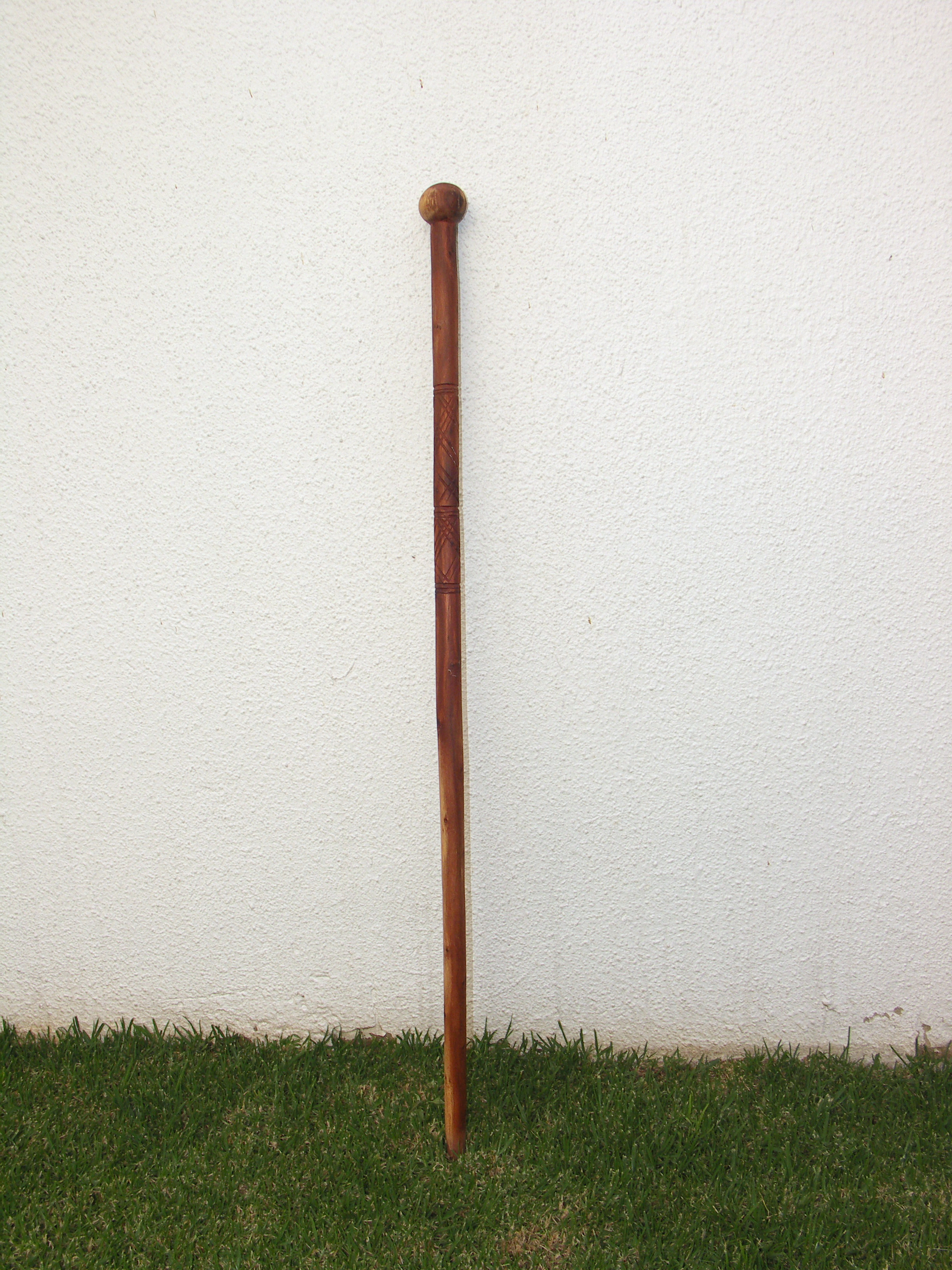
Een traditionele knopkirie

Een knopkirie is een wapen bestaande uit een stok met een grote houten knop op een lange houten steel. Knopkiries kunnen tijdens de jacht op dieren door de lucht gegooid worden en ook gebruikt worden om een vijand de pas af te snijden. Het wapen wordt vooral in zuidelijk en westelijk Afrika gebruikt.
Met onder andere dit wapen werd op 3 april 2010 in Zuid-Afrika de 69-jarige AWB-politicus Eugène Terre'Blanche tijdens zijn middagdutje vermoord.